# Trypeta caucasica
Trypeta caucasica är en tvåvingeart som först beskrevs av Jacques-Marie-Frangile Bigot 1880.  Trypeta caucasica ingår i släktet Trypeta och familjen borrflugor. Inga underarter finns listade i Catalogue of Life.